# Anyphaena wanlessi
Anyphaena wanlessi là một loài nhện trong họ Anyphaenidae.
Loài này thuộc chi Anyphaena. Anyphaena wanlessi được miêu tả năm 1975 bởi Norman I. Platnick & Lau.